# Берёзно (Витебская область)
Берёзно — деревня в Городокском районе Витебской области Белоруссии. Входит в состав Стодолищенского сельсовета.
Находится примерно в 5 верстах к югу от более крупной деревни Хвошно.
В конце XVIII в. находилась в Сурожском повете Полоцкой губернии. В 1785 г. насчитывала 6 дворов, 27 душ мужского и 35 женского пола.
Во второй половине XIX в. — имение в Городокском повете (с 1866 г.) Витебской губернии. Здесь действовал винзавод (в 1867 г. — 6 рабочих) и мельница на воловьей тяге, принадлежавшие помещику А. И. Ренгартену.
В конце XIX в. — начале XX вв. — имение в Вышедской волости Городокского повета. В это время здесь действовала православная церковь. В 1894 г. была открыта школа грамоты (13 учеников). На 1905 г. являлась центром сельской общины, 1 двор, 35 жителей, 616 десятин обрабатываемой и 114 десятин необрабатываемой земли, 1070 десятин леса, часовня, винзавод, одноклассное народное училище. Неподалёку находился одноимённый фольварк, собственность А. Евсеенки, 17 десятин земли. 1 двор, 3 жителя.
После революции имение было национализировано, создано коллективное хозяйство Березно. В 1920 г. в деревнях Большое Березно было 19 дворов, 98 жителей, в Малом Березне — 9 дворов, 37 жителей, в коллективном хозяйстве — 5 дворов, 19 жителей. Действовала школа первой ступени (1925 г. — 45 учеников), винзавод, мельница. С 20.08.1924 г. — в составе Вышедского сельсовета Меженского, а с 8.07.1931 г. — Городокского района Витебского округа (с 20.02.1938 г. — Витебской области).
Согласно переписи населения 1926 г., в Большом Березне было 24 двора, 109 жителей, школа; в Малом Березне — 9 дворов, 41 житель; в сельхозартели «Березно» — 6 дворов, 61 житель. В годы коллективизации был организован колхоз имени Дзержинского, работала кузница, мельница. С 16.07.1954 г. в Бескатовском, а с 26.03.1973 г. — Стодолищенском сельсовете.
Согласно переписи населения 1959 г. в деревне насчитывалось 165 жителей, в 1970 г. — 92. На 1 января 2002 г. насчитывалось всего 5 дворов и 10 жителей.
В расположенной неподалеку деревне Глинище родился Герой Советского Союза летчик Н. И. Гапеёнок.
Имеются городище и курганный могильник, являющиеся памятниками археологии, а также захоронение владельца имения Александра Ивановича Ренгартена (1811—1891) и его супруги Анны Александровны Ренгартен (1819—1877).

## Население
- 1999 год — 16 человек
- 2010 год — 3 человека[4]
- 2019 год — 0 человек[1]